# 22622 Strong
22622 Strong este un asteroid din centura principală de asteroizi.

## Descriere
22622 Strong este un asteroid din centura principală de asteroizi. A fost descoperit pe 22 mai 1998 la Socorro, New Mexico, în cadrul proiectului LINEAR. Asteroidul prezintă o orbită caracterizată de o semiaxă mare de 2,36 ua, o excentricitate de 0,18 și o înclinație de 6,3° în raport cu ecliptica.